# Hill Top

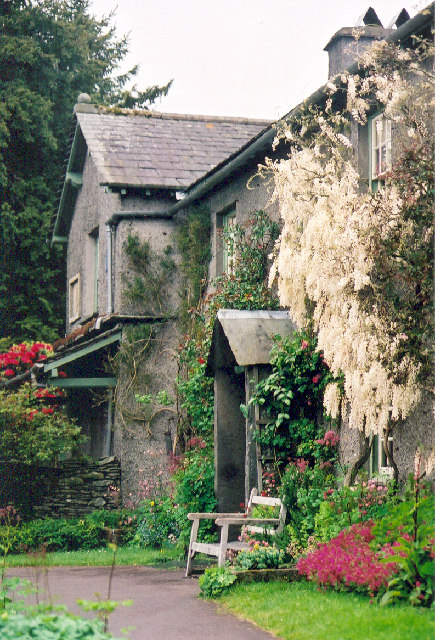
La façade de Hill Top.

Pour les articles homonymes, voir Hilltop.
Hill Top est un cottage situé dans le Lake District, dans le nord de l'Angleterre, acheté par l'écrivain et illustratrice Beatrix Potter puis légué au National Trust à sa mort. La maison et son jardin sont devenus un musée consacré à cette artiste et à son œuvre.

## Sources
Site officiel